# Gmina Wałandowo
Gmina Wałandowo (mac. Општина Валандово) – gmina miejska w południowo-wschodniej Macedonii Północnej.
Graniczy z gminami: Strumica od północnego wschodu, Koncze od północy, Demir Kapija od północnego zachodu, Gewgelija od południowego zachodu, Bogdanci od południa, Dojran od południowego wschodu oraz z Grecją od wschodu.
Skład etniczny
- 82,68% – Macedończycy
- 11,21% – Turcy
- 5,37% – Serbowie
- 0,74% – pozostali

W skład gminy wchodzą:
- miasto: Wałandowo;
- 29 wsi: Ajranli, Arazli, Bajrambos, Balinci, Barakli, Baszali, Baszibos, Brajkowci, Bułuntuli, Wejseli, Gradec, Grcziszte, Dedeli, Dżułeli, Josifowo, Kałkowo, Kazandoł, Koczuli, Marwinci, Pirawa, Pławusz, Prsten, Rabrowo, Sobri, Tatarli, Terzeli, Udowo, Czałakli, Czestewo.